# Ластівка бліда
Ластівка бліда (Riparia diluta) — вид горобцеподібних птахів родини ластівкових (Hirundinidae).

## Поширення
Вид поширений від Середньої Азії до південно-східного Китаю. Мешкає у відкритих середовищах існування, таких як сільськогосподарські угіддя, луки та савани, зазвичай біля води.